# Greta Stevenson
Pour les articles homonymes, voir Stevenson.
Greta Barbara Stevenson, née le 10 juin 1911 et morte le 18 décembre 1990, est une botaniste et mycologue néo-zélandaise. Elle a décrit de nombreuses nouvelles espèces d'Agaricales (champignons).

## Biographie
Stevenson est née à Auckland, en Nouvelle-Zélande, et est l'aînée des quatre enfants de William Stevenson et de sa femme Grace Mary Scott. Son père est le directeur général de la fabrique de conserves alimentaires Irvine and Stevenson. La famille Stevenson déménage à Dunedin en 1914 et Greta Stevenson étudie au Columba College (en) de 1925 à 1928. Elle étudie ensuite à l'Université d'Otago en 1929, où elle obtient un Bachelor of Science en 1932, puis une maîtrise en botanique avec mention très bien en 1933. Sa thèse porte sur le cycle de vie de la plante parasite Korthalsella. Après avoir obtenu son diplôme, elle déménage à Londres pour suivre des cours à l'Imperial College of Science and Technology, où elle obtient un doctorat en mycologie et phytopathologie. Elle épouse Edgar Cone en 1936, étudiant-chercheur en génie chimique, avec qui elle aura deux enfants. De retour en Nouvelle-Zélande, alors que ses enfants sont jeunes, elle est employée par le conseil municipal de Wellington en tant qu'analyste et microbiologiste des sols pour le bureau des sols du Département de la Recherche Scientifique et Industrielle (le DSIR - Department of Scientific and Industrial Research). Pendant cette période, elle enseigne également les sciences dans plusieurs écoles secondaires. Stevenson est une alpiniste passionnée et a gravi le sommet est du mont Earnslaw (en), réalisation importante pour un groupe entièrement féminin.
Stevenson occupe plusieurs postes : Université d'Otago ; Conseil municipal de Wellington ; Institut Cawthron, à Nelson ; Imperial College de Londres ; Crawley College of Further Education ; et au King Alfred's College. Elle meurt à Londres le 18 décembre 1990, à l'âge de 79 ans.
En 2017, Stevenson est sélectionnée comme l'une des 150 femmes en 150 mots par la Royal Society Te Apārangi, célébrant les contributions des femmes au savoir en Nouvelle-Zélande.

## Recherches en mycologie
Stevenson publie trois livres sur les fougères et les champignons, tous illustrés par ses propres dessins. Elle est connue pour sa série en cinq parties sur les Agaricales de Nouvelle-Zélande, publiée dans le Kew Bulletin entre 1962 et 1964, dans laquelle elle décrit plus de 100 nouvelles espèces,. Sa collection privée historiquement importante de champignons néo-zélandais a été incorporée à celles de Marie Taylor (en) et Barbara Segedin pour former la base du New Zealand Fungarium.

## Taxa éponymes
- Entoloma stevensoniae E. Horak (1980)[9] ; un nomen novum (en) pour Entoloma niveum G. Stev. (1962)
- Hygrocybe stevensoniae T. W. May & A. E. Wood (1995)[10]